# Eysey
Eysey är en by i civil parish Latton, i distriktet Wiltshire, i grevskapet Wiltshire, i England. Byn är belägen 10 km från Swindon. Eisey var en civil parish fram till 1896 när blev den en del av Latton. Civil parish hade 128 invånare år 1891. Byn nämndes i Domedagsboken (Domesday Book) år 1086, och kallades då Aisi.